# 香積寺 (西安市)
香積寺（こうしゃくじ、拼音：Xiāng-jī sì）は、中国仏教の浄土宗の祖庭の一つである。中華人民共和国陝西省西安市長安区郭杜街道神禾原に位置している。
この寺の名前は、『維摩経』「香積佛品第十」に
| 「 | 天竺に衆香の国あり、仏の名は香積なり | 」 |

とあり、ここからきている。なお、この「香積」の日本語の発音は、仏教で一般的な呉音読みにより「こうしゃく」である。

## 概要
浄土宗二祖の善導大師が円寂した後、その弟子の懐惲が唐の高宗の永隆2年（681年）、神禾原に塔を立て供養をした。それが善導塔である。後にこの塔の周辺に寺院が発展した。唐の中宗の神龍2年（706年）、香積寺と称した。

この寺は、一度長安の名刹となり、王維は、かつて、有名な「過香積寺」で次のように詠んでいる。
| 「 | 不知香積寺，數里入雲峰。 古木無人徑，深山何處鐘。 泉聲咽危石，日色冷青松。 薄暮空潭曲，安禪制毒龍。 | 」 |

安史の乱の後、香積寺は衰退し始め、会昌の廃仏では、さらに、ほとんど壊滅した。
北宋の太平興国3年（978年）、一度名を開利寺と改めたが、しばらくしないうちに元の名にもどしている。
清の乾隆年間、中華民国初年に修繕しているが、文化大革命で大きな被害を受けた。現在の建築は善導塔以外、1980年以降に修繕・再建されたものである。日本の浄土宗は善導の墓所であるこの寺を「祖庭」としており、多くの協力を行っている。

## アクセス
西安地下鉄2号線、航天城駅で下車。駅のすぐ上にある「東長安路西口」バス停で遊9路バスに乗り約30分の「香積寺村」バス停下車後徒歩10分。バス停すぐ近くの「唐塔路」との交差点から善導塔が見える。入場無料。

## 参考資料
- 香積寺